# Кузнецов Павло Вікторович
Кузнецов Павло Вікторович (10 липня 1961) — радянський важкоатлет.
Олімпійський чемпіон 1988 року в категорії до 100 кг.
Чемпіон світу 1987 (до 100 кг), 1983 (до 100 кг) років, срібний призер 1985 року в категорії до 100 кг, бронзовий призер 1989 року в категорії до 100 кг.